# Wang Luna
Wang Luna (en chino: 王璐娜; 7 de agosto de 1980) es una deportista china que compitió en natación, especialista en el estilo libre.
Ganó una medalla de oro en el Campeonato Mundial de Natación en Piscina Corta de 1997, en la prueba de 4 × 200 m libre. Participó en dos Juegos Olímpicos de Verano, ocupando el octavo lugar en Atlanta 1996 (4 × 200 m libre) y el octavo en Sídney 2000 (200 m libre).

## Palmarés internacional
| Campeonato Mundial en Piscina Corta | Campeonato Mundial en Piscina Corta | Campeonato Mundial en Piscina Corta | Campeonato Mundial en Piscina Corta |
| Año                                 | Lugar                               | Medalla                             | Prueba                              |
| ----------------------------------- | ----------------------------------- | ----------------------------------- | ----------------------------------- |
| 1997                                | Gotemburgo (Suecia)                 | Medalla de oro                      | 4 × 200 m libre                     |